# Col de Romme
De Col de Romme is een 1297 meter hoge bergpas in het Franse departement Haute-Savoie.
Boven op de berg ligt het dorpje Romme. Deze berg wordt soms beklommen op weg naar de col de la Colombière en Le Grand-Bornand. Romme is bereikbaar via Cluses of Le Reposoir. Deze beklimming is nog geen 7 km lang maar heeft wel een gemiddeld stijgingspercentage van bijna 8%.
De Col de Romme werd twee keer gepasseerd tijdens de wielerkoers Ronde van Frankrijk. In 2009 kwam de Luxemburger Fränk Schleck er als eerste boven, in 2021 de Canadees Michael Woods.